# Alida Ferrarini
Alida Ferrarini (Villafranca di Verona, 9 luglio 1946 – Verona, 26 giugno 2013) è stata un soprano italiano.

## Biografia
Studia al Conservatorio Evaristo Felice Dall'Abaco di Verona con il Maestro Vincenzo Cecchetelli di Fano, già Artista Lirico (baritono: dal 1934 al 1951; tenore: dal 1952 al 1961) e Insegnante di Canto nei Conservatori di Stato di Pesaro, Bolzano e Liceo Musicale Brescia.
Dopo un'iniziale parentesi come cantante di musica leggera (anche con alcuni 45 giri al proprio attivo), nel 1974 vince il Concorso Internazionale Toti Dal Monte di Treviso e debutta il 15 ottobre 1974  al Teatro Donizetti di Bergamo nel ruolo di Mimì ne La bohème.
All’Arena di Verona nel 1975 debutta  come Frasquita nella Carmen (opera) di Bizet e nel 1976 è per la prima volta Ksenija, nel Boris Godunov (opera) di Modest Petrovič Musorgskij. Nel Festival lirico areniano successivamente interpreta Micaëla in Carmen nel 1980, Gilda in Rigoletto di Giuseppe Verdi nel 1981, Liù nella Turandot di Giacomo Puccini nel 1988, Mimì ne La bohème nel 1994 ed Oscar ne Un Ballo in Maschera nel 1998.
Al Teatro Filarmonico (Verona) nel 1977 è per la prima volta Gilda nel Rigoletto di Giuseppe Verdi, nel 1978 Norina nel Don Pasquale, nel 1981 Adina ne L'elisir d'amore e nel 1997 canta Lauretta in Gianni Schicchi.
Al Teatro alla Scala di Milano nel 1979 in febbraio ha successo come Adina ne L'elisir d'amore accanto a Luciano Pavarotti e Leo Nucci sostituendo per indisposizione Mirella Freni, in aprile è Carolina nella prima rappresentazione di Il matrimonio segreto con Enzo Dara e Luigi Alva alla Piccola Scala e successivamente il 7 dicembre è Xenia nel Boris Godunov nella serata d'inaugurazione della stagione d'opera con Nicolai Ghiaurov, Lucia Valentini Terrani e Fedora Barbieri diretta da Claudio Abbado. Nel gennaio 1980, sempre alla Scala, debutta il ruolo di Sophie nella prima di  Werther (opera) di Jules Massenet con Alfredo Kraus diretta da Georges Prêtre e nel 1984 è Micaëla in Carmen per l’inaugurazione della stagione diretta da Claudio Abbado ed accanto a Shirley Verrett e Plácido Domingo teletrasmessa in diretta da Rai 1.
Al Wiener Staatsoper debutta nel 1980 come Norina in Don Pasquale con Fernando Corena in ottobre, in dicembre è Oscar in Un ballo in maschera e Gilda in Rigoletto, nel 1984 è Adina ne L'elisir d'amore con Giuseppe Taddei e nel 1987 Nannetta in Falstaff.
Alle Terme di Caracalla (Roma) nell'estate 1983 è Micaëla, per la prima volta e nel 1992 Liù nella Turandot.
Nel 1984 è Gilda in Rigoletto con Sherrill Milnes al Royal Opera House di Londra ed Adina ne L'elisir d'amore al San Francisco Opera.
Nel 1989 è Oscar nella ripresa nel Teatro Regio di Parma di "Un ballo in maschera" con Maria Chiara e Nucci.
A Bilbao nel 1990 è Gilda in Rigoletto.
All'Opéra National de Paris nel 1994 è Micaela in Carmen.
Nel 2000 nel Teatro Comunale di Bologna è Lei nella prima rappresentazione di "La notte di un nevrastenico" di Nino Rota e Lauretta nella ripresa di "Gianni Schicchi".

## Repertorio
| Ruolo                    | Titolo                      | Autore       |
| ------------------------ | --------------------------- | ------------ |
| Giulietta Capuleti       | I Capuleti e i Montecchi    | Bellini      |
| Amina                    | La sonnambula               | Bellini      |
| Leïla                    | Les Pêcheurs de perles      | Bizet        |
| Frasquita Micaela        | Carmen                      | Bizet        |
| Carolina                 | Il matrimonio segreto       | Cimarosa     |
| Adina                    | L'elisir d'amore            | Donizetti    |
| Lucia Ashton             | Lucia di Lammermoor         | Donizetti    |
| Marie                    | La figlia del reggimento    | Donizetti    |
| Inès                     | La favorita                 | Donizetti    |
| Norina                   | Don Pasquale                | Donizetti    |
| Euridice                 | Orfeo ed Euridice           | Gluck        |
| Flaminia                 | Il mondo della luna         | Haydn        |
| Sophie                   | Werther                     | Massenet     |
| Damigella Virtù Drusilla | L'incoronazione di Poppea   | Monteverdi   |
| Zerlina                  | Don Giovanni                | Mozart       |
| Despina                  | Così fan tutte              | Mozart       |
| Ksenja                   | Boris Godunov               | Musorgskij   |
| Serpina                  | La serva padrona            | Pergolesi    |
| Principessa Ninetta      | L'amore delle tre melarance | Prokof'ev    |
| Mimì Musetta             | La bohème                   | Puccini      |
| Lauretta                 | Gianni Schicchi             | Puccini      |
| Liù                      | Turandot                    | Puccini      |
| Lei                      | La notte di un nevrastenico | Rota         |
| Gilda                    | Rigoletto                   | Verdi        |
| Oscar                    | Un ballo in maschera        | Verdi        |
| Nannetta                 | Falstaff                    | Verdi        |
| Lucieta                  | I quatro rusteghi           | Wolf-Ferrari |
| Gnese                    | Il campiello                | Wolf-Ferrari |

## Discografia
| Anno | Autore                     | Titolo                             | Ruolo    | Cast | Direttore         | Etichetta          |
| ---- | -------------------------- | ---------------------------------- | -------- | --- | ----------------- | ------------------ |
| 1979 | Modest Petrovič Musorgskij | Boris Godunov                      | Ksenija  | Nicolai Ghiaurov, Lucia Valentini Terrani, Ruggero Raimondi, Philip Langridge, Fedora Barbieri,                             | Claudio Abbado    | MYTO RECORDS       |
| 1987 | Giuseppe Verdi             | Falstaff                           | Nannetta | Sesto Bruscantini, Raina Kabaivanska, Bernd Weikl, Frank Lopardo, Raquel Pierotti, Marta Szirmay, Mario Luperi, Tullio Pane | Daniel Oren       | SERENISSIMA        |
| 1991 | Hermann Suter              | Le Laudi di San Francesco d'Assisi | Soprano  | Vesselina Kasarova, Eduardo Villa, Marcello Rosca                                                                           | András Ligeti     | MUSIKSZENE SCHWEIZ |
| 1991 | Giuseppe Verdi             | Rigoletto                          | Gilda    | Yordy Ramiro, Eduard Tumagian, Alzbeta Michalkova, Jozef Spacek                                                             | Alexander Rahbari | NAXOS              |